# Convento de San Francisco (Hellín)
El Convento de San Francisco fue fundado en 1524 por fray Antonio de Jaén. Es el monasterio de mendicantes más importante de la diócesis de Cartagena. El inicio de su construcción se fecha en el segundo tercio del siglo XVI, en el siglo XVII el inmueble está prácticamente terminado y en el siglo XVIII se realizan obras de ampliación como la construcción del camarín rococó, la cubrición de las crujías del patio, así como la reparación de algunas capillas. En 1955 parte de la iglesia fue destruida por un incendio tras el cual se realizaron diversas remodelaciones, como la construcción de una portada neoclásica, el nuevo coro y los arcos mixtilíneos de acceso a las capillas. La iglesia y el claustro mantienen prácticamente su estructura original.

## Descripción
En el conjunto se diferenciaron dos zonas: por un lado, la iglesia, abierta al culto, con capillas laterales y nave central, altar y camarín rococó; por otro, el área claustral y monacal, con un patio central que relaciona ambas partes al que se accede por una portada de sillares con dintel triangular. Muchas de las dependencias del convento están actualmente muy transformadas, como el vestíbulo, el refectorio o las celdas del piso superior; otras estancias, como la sala capitular, han desaparecido. El antiguo huerto anejo al inmueble fue recuperado en 1923, cuando la comunidad regresa al convento.
El claustro, restaurado en 1996, tiene planta rectangular y consta de dos cuerpos. La galería inferior presenta arcos de medio punto sobre columnas de capitel jónico y fuste liso, con tres arcos en los lados más estrechos y cuatro en los más largos, así como rosetas y escudos franciscanos en las enjutas de los arcos con los motivos de las cinco llagas y las letras Tau, Alfa y Omega. El cuerpo superior está constituido por tres arcos en la parte mayor y dos en la menor; la restauración citada puso al descubierto las columnas y las pilastras de las esquinas. La galería interior está cubierta por bóvedas de arista. No conserva el pavimento original.
La iglesia tiene planta basilical con nave única cubierta con bóveda de cañón apoyada en pilastras. Presenta capillas hornacinas entre contrafuertes, añadidas en diferentes épocas. El crucero se cubre con bóveda de crucería, así como la capilla mayor, de planta ochavada. En los laterales se abren capillas que comunican con la nave principal a través de arcos apuntados; actualmente están intercomunicadas debido a las reformas efectuadas en 1928. El incendio habido en 1955 destruyó el coro y la techumbre de la nave, que entonces consistía en una sobrecubierta de yeso de finales del siglo XVIII que, al ser desmantelada, dejó al descubierto la primera techumbre, un artesonado de madera formado por casetones decorados con rosetas, que puede contemplarse en la actualidad. El retablo mayor es una reproducción del original, desaparecido en 1936. La sacristía, situada a la derecha de la cabecera del templo, es una gran sala abovedada que comunica con el claustro a través del túnel así como con el altar mayor y el camarín.
El camarín se ubica tras el retablo de la capilla mayor. Fue construido a mediados del siglo XVIII conforme a los esquemas de los camarines transparentes típicos del Rococó. Tiene planta octogonal de 8 m de diámetro cubierta con cúpula vaída estrellada y presenta pilastras de orden compuesto en los ángulos. Destaca su gran riqueza decorativa a base de yeserías doradas. Los muros se adornan con lienzos de fray Antonio de Villanueva, de temática mariana. En los lados menores del octógono se representan cuatro relieves realizados en escayola dorada con marcos de rocalla. La escalera de acceso y el pavimento del camarín están cubiertos de azulejería valenciana con escenas costumbristas y cacerías.
El convento fue clausurado en 1835 tras la Desamortización. En la primera década del siglo XX el Ayuntamiento se convierte en propietario del inmueble y lo destina a diversos usos: Academia, Cuartel de la Guardia Civil, parque de bomberos y cárcel. En 1927 el edificio fue devuelto a la comunidad de los Padres Franciscanos, destinándose a uso religioso y colegio religioso con internado.